# 索努瓦地区阿韦讷
索努瓦地区阿韦讷（法語發音：[avɛn ɑ̃ sonwa]）是法国卢瓦尔河地区大区萨尔特省的一个市镇，属于马梅尔斯区。 

## 地理
索努瓦地区阿韦讷（48°15'48"N, 0°22'16"E）面积5.68 平方千米，位于法国卢瓦尔河地区大区萨尔特省，该省份为法国西北部内陆省份，北起顺时针与奥恩省、厄尔-卢瓦省、卢瓦-谢尔省、安德尔-卢瓦尔省、曼恩-卢瓦尔省和马耶讷省接壤，是法国大西部的入口，连接卢瓦尔河谷、布列塔尼和巴黎盆地。
与索努瓦地区阿韦讷接壤的市镇（或旧市镇、城区）包括：索努瓦地区蒙塞、诺韦、珀赖、马罗勒莱布罗。

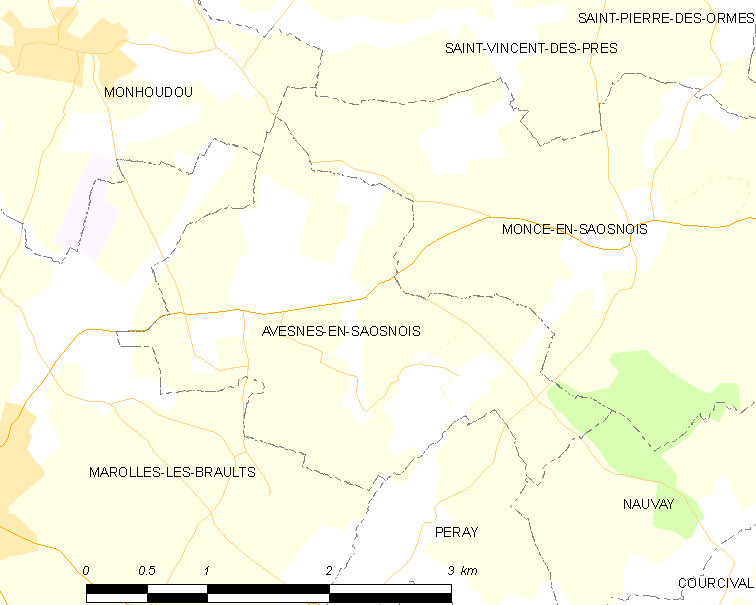
索努瓦地区阿韦讷的OSM定位图

索努瓦地区阿韦讷的时区为UTC+01:00、UTC+02:00（夏令时）。

## 行政
索努瓦地区阿韦讷的邮政编码为72260，INSEE市镇编码为72018。

## 政治
索努瓦地区阿韦讷所属的省级选区为马梅尔斯县。

## 人口

1962-2008年间索努瓦地区阿韦讷人口变化图示

索努瓦地区阿韦讷于2022年1月1日时的人口数量为88人。